# Goosebumps 2: Haunted Halloween
Goosebumps 2: Haunted Halloween (titulada Escalofríos 2: Una noche embrujada en Hispanoamérica y Pesadillas 2: Noche de Halloween en España) es una película de comedia de terror estadounidense de 2018 dirigida por Ari Sandel y escrita por Rob Lieber a partir de una historia de Lieber y Darren Lemke. La cinta es la secuela de Goosebumps (2015) y está basada en la serie de libros de terror infantil del mismo nombre de R. L. Stine, siendo protagonizada por Jeremy Ray Taylor, Madison Iseman, Caleel Harris, Chris Parnell, Wendi McLendon-Covey y Ken Jeong, con Jack Black repitiendo su papel como Stine de la primera película.
La historia sigue a dos niños que liberan accidentalmente a todos los monstruos, demonios y criaturas de la franquicia de Goosebumps en su pueblo tras abrir un libro inédito de Goosebumps titulado Haunted Halloween, causando una oleada de destrucción en la noche de Halloween.
A diferencia de la entrega anterior, Village Roadshow Pictures no participa en esta película. Goosebumps 2: Haunted Halloween fue estrenada el 12 de octubre de 2018 por Sony Pictures Releasing bajo el sello de Columbia Pictures. La película recibió críticas mixtas de los críticos, pero fue un éxito de taquilla, recaudando más de $91 millones de dólares contra su presupuesto de $35 millones.

## Argumento
La adolescente Sarah Quinn (Madison Iseman) vive con su madre Kathy (Wendi McLendon-Covey) y su hermano menor Sonny (Jeremy Ray Taylor) en el pacífico pueblo de Wardenclyffe, Nueva York. Ella intenta ingresar a la Universidad de Columbia escribiendo un ensayo sobre el miedo, pero le es difícil crearlo. A la mañana siguiente, Kathy acepta cuidar al mejor amigo de Sonny, Sam Carter (Caleel Harris) mientras sus padres salen del pueblo por unos días.
Sonny y Sam están intentando iniciar un negocio de limpieza de basura, y son contactados después de la escuela para limpiar una casa abandonada. Mientras investigan, ambos encuentran un baúl detrás de la chimenea, conteniendo en su interior un libro cerrado de Goosebumps con una llave, lo abren, liberando a Slappy, el muñeco ventrílocuo de Night of the Living Dummy. Sin embargo, el muñeco no estaba vivo, hasta que los niños le dan vida tras leer unas palabras mágicas en una tarjeta que se encuentra en su bolsillo. Al salir de la casa, Tommy Madigan (Peyton Wich) y sus amigos los encuentran y cogen a Slappy, pero este consigue escapar con los niños bajándole los pantalones a Tommy mediante telequinesis, pero a pesar de todo, Tom los persigue montado en bicicleta, pero una vez más, Slappy salva a los niños utilizando sus poderes para levantar una manguera de agua, bloqueándole el camino a Tommy y a sus amigos.
De vuelta en casa, Sonny está trabajando en su proyecto de ciencias: una versión en miniatura de la torre Wardenclyffe de Nikola Tesla. Luego, Slappy le revela a los niños que está vivo y obtiene su confianza al utilizar su magia para hacer sus tareas y hacer que unas figuras de Street Fighter cobren vida. Mientras tanto, sin el conocimiento de su madre, Sarah va a una fiesta para encontrarse con su novio Tyler (Bryce Cass), pero se va llorando después de verlo besándose con otra chica. Por la noche, mientras todos dormían, Slappy modifica la torre de Sonny y se mete en la mochila de Sarah.
Al día siguiente, en Halloween, en el instituto, Sarah encuentra al muñeco en su mochila, y lo mete en su taquilla pensando que Sonny y Sam le habían gastado una broma, durante las clases, Slappy utiliza sus poderes para abrir la taquilla, entra en el salón de teatro donde se encuentra Tyler, y mediante uso de telequinesis, hace que Tyler caiga de una escalera de mano, rompiéndose las piernas en el proceso. Mientras tanto en el colegio de Sonny y Sam, el proyecto de ciencias de Sonny destruye su salón de clases por una sobrecarga. Pronto, el grupo se empieza a dar cuenta de que el muñeco es malvado e intentan deshacerse de él leyendo de nuevo las palabras que le dieron la vida, sin embargo Slappy vive, y les dice a los niños que desde ahora el era el nuevo dueño de la casa, pero Sarah lo noquea con un bate de béisbol, después de eso meten al muñeco en una maleta y la tiran en un lago para deshacerse de él. Mientras iban de camino a casa montados en el coche de Sarah, Slappy de alguna forma escapa y salta frente al todoterreno de Sarah, pero Sarah consigue hacer que Slappy salga volando hacia el bosque al frenar de golpe el coche. Más tarde, los niños encuentran un artículo en línea sobre los eventos que sucedieron en Madison, Delaware, e intentan comunicarse con R. L. Stine (Jack Black) después de darse cuenta de que el libro que encontraron era un manuscrito inédito de Goosebumps titulado Haunted Halloween. Stine, quien se encuentra viviendo en una cabaña en un bosque, escucha su mensaje y parte rumbo a Wardenclyffe.
Mientras tanto, Slappy se dirige a una farmacia local y recita sus palabras mágicas para hacer que todos los disfraces y decoraciones de Halloween cobren vida, incluyendo a tres brujas, un monstruo de color azul, la novia de Frankenstein y el abominable hombre de las nieves. Durante esto, el gerente de la farmacia, Walter (Chris Parnell), es atacado por la máscara de anciano de The Haunted Mask II, siendo transformado en un ogro jorobado. Después, ambos se dirigen a la torre Wardenclyffe para canalizar toda la magia de Slappy y causar un apocalipsis de Halloween.
Todas las decoraciones de Halloween del pueblo comienzan a cobrar vida, causando una oleada de pánico y destrucción alrededor de Wardenclyffe: Sonny y Sam son atacados por ositos de goma aterradores; Tommy y sus amigos son secuestrados por brujas fantasmales; y Kathy es atrapada por una araña gigante hecha de globos y un jinete decapitado. Habiendo recuperado el libro de Haunted Halloween (que fue robado por Tommy) en la casa de Tommy, los niños se dan cuenta de que el libro puede succionar a los monstruos en su interior. Sin embargo, el libro es robado por un fantasma de sábana y Kathy es secuestrada por los monstruos.
Durante el caos, el vecino de los niños, el señor Chu (Ken Jeong), un fanático de Goosebumps que está encantado de estar atrapado en una historia viviente de terror, los ayuda al disfrazarlos de monstruos para viajar de manera segura por el pueblo. Sonny, Sarah y Sam se dirigen a la torre Wardenclyffe mientras Stine llega al pueblo. Llegando a la torre, los niños se encuentran con Walter y descubren que Slappy ha transformado a Kathy en una muñeca viviente.
Mientras Sonny y Sam sobrecargan el reactor de la torre, Sarah se enfrenta a Slappy, logrando vencerlo al patearlo hacia la bobina electrificada de la torre, causando una explosión que destruye al muñeco. Sarah abre el libro de Haunted Halloween, combinándolo con la energía del reactor para succionar a todos los monstruos nuevamente en el libro mientras Kathy y Walter regresan a la normalidad. Poco después, Stine llega a la torre y felicita a los niños por haber derrotado a los monstruos. Antes de irse, Stine le ofrece algunos consejos a Sarah para su ensayo.
Unos meses después, Kathy y Walter comienzan a salir; Sonny gana la feria de ciencias y Sarah es aceptada en la Universidad de Columbia, y se lo dice a su madre mientras siguen adornando la casa para Navidad. De vuelta en la cabaña de Stine, él guarda el libro de Haunted Halloween en una estantería, revelando que reescribió todos los libros de la franquicia de Goosebumps que habían sido destruidos en la primera película. Para su sorpresa, Slappy revela haber sobrevivido a la explosión, habiendo escrito un libro propio donde Stine es el personaje principal. Finalmente, Slappy abre el libro, succionando a Stine en su interior y riéndose malvadamente mientras la película termina.
Después de los créditos, se escucha la voz de Slappy diciendo: "Slappy Halloween".

## Reparto
- Jack Black como R. L. Stine, el autor de los libros de Goosebumps.[7]
- Madison Iseman como Sarah Quinn, una adolescente que vive en Wardenclyffe, Nueva York.
- Jeremy Ray Taylor como Sonny Quinn, el hermano de Sarah.
- Caleel Harris como Sam Carter, el mejor amigo de Sonny.
- Wendi McLendon-Covey como Kathy Quinn, la madre de Sonny y Sarah.
- Mick Wingert como la voz de Slappy, un muñeco de ventrílocuo viviente de los libros de Night of the Living Dummy.[8] Black había proporcionado la voz de Slappy en la primera película.
  - Avery Lee Jones proporciona el trabajo de titiritero para Slappy.
- Chris Parnell como Walter, el gerente de la farmacia local que está enamorado de Kathy y es transformado en un ogro jorobado.
- Ken Jeong como el señor Chu, el vecino de los Quinn.
- Peyton Wich como Tommy Madigan, un matón que atormenta a Sonny y Sam.
- Bryce Cass como Tyler, el novio de Sarah y luego su ex.
- Kendrick Cross como el señor Carter, el padre de Sam.
- Shari Headley como la señora Carter, la madre de Sam.
- R. L. Stine como el director Harrison, el director de la escuela de Sonny y Sam.
- Courtney Lauren Cummings como Jess, una chica con la que Tyler engaña a Sarah.
- Jessi Goei como Maya, la amiga de Jess.

## Producción
El 2 de septiembre de 2015, se informó que una secuela de Goosebumps estaba en etapas de planificación, con Sony buscando un guionista. El 17 de enero de 2017, se estableció una fecha de lanzamiento para el 26 de enero de 2018 y se confirmó que Rob Letterman regresaría como director de la secuela. El 6 de febrero de 2017, se anunció que la fecha de lanzamiento de la película se había retrasado hasta el 21 de septiembre de 2018, con Hotel Transylvania 3: Summer Vacation ocupando la fecha de lanzamiento prevista anteriormente. En mayo de 2017, se reveló que el título de la película era Goosebumps: HorrorLand. En ese momento, se confirmó que Jack Black repetiría su papel como R. L. Stine.
En noviembre de 2017, Rob Lieber fue elegido para escribir el guion. En diciembre de 2017, se anunció a Ari Sandel como el reemplazo de Letterman como director, debido a que Letterman estaba ocupado dirigiendo Detective Pikachu para Legendary Entertainment. Variety informó que se escribieron dos guiones: uno teniendo a Black repitiendo su papel, mientras que el otro lo omite por completo. En diciembre de 2017, la fecha de lanzamiento de la secuela fue movida al 12 de octubre de 2018. La producción comenzó el 25 de febrero de 2018 y la película pasó a titularse Goosebumps: Slappy's Revenge. Los nuevos miembros del reparto incluyeron a Madison Iseman, Caleel Harris y Jeremy Ray Taylor. Ken Jeong, Chris Parnell y Wendi McLendon-Covey se unieron al reparto el mes siguiente. La filmación comenzó oficialmente el 7 de marzo de 2018, y en abril de 2018 se anunció el nuevo título de la película como Goosebumps 2: Haunted Halloween.
Inicialmente, los representantes de Sony confirmaron que Avery Lee Jones haría la voz de Slappy en la película. También se confirmó que Jack Black volvería como R. L. Stine y más tarde se confirmó que el actor de voz Mick Wingert había reemplazado a Jones como la voz de Slappy.

## Lanzamiento
Goosebumps 2: Haunted Halloween fue estrenada el 12 de octubre de 2018. El primer tráiler de la película fue lanzado el 11 de julio de 2018 con un tráiler internacional lanzado el 16 de agosto de 2018. El segundo tráiler de la película fue lanzado el 20 de septiembre del mismo año. Un anuncio de televisión confirmando el regreso de Jack Black a la película fue lanzado el 24 de septiembre de 2018.

## Recepción

### Taquilla
Goosebumps 2: Haunted Halloween recaudó $46.7 millones en los Estados Unidos y Canadá, y $46.6 millones en otros territorios, para un total bruto mundial de $93.3 millones, contra un presupuesto de producción de $35 millones.  En los Estados Unidos y Canadá, Goosebumps 2: Haunted Halloween se lanzó junto a First Man y Bad Times at the El Royale, y se proyectó un ingreso bruto de $15–21 millones de 3,521 teatros en su primer fin de semana.
La película ganó $4.9 millones en su primer día, incluidos $750,000 de los avances de la noche del jueves, en comparación con los $600,000 de la primera película.  Luego debutó a $15.8 millones (un 33% menos que la primera película de $23.6 millones), terminando cuarto en la taquilla, detrás de  Venom,  A Star Is Born y First Man. La película cayó un 38% en su segundo fin de semana, a $9.7 millones, quedando en el cuarto.
La película se estrenó en Reino Unido el 19 de octubre de 2018 y se abrió en tercer lugar, detrás de A Star Is Born y  Halloween.

### Respuesta crítica
En Rotten Tomatoes, la película tiene una calificación de aprobación del 48% basada en 93 reseñas, con una calificación promedio de 5.4 / 10.  El consenso crítico del sitio web dice: "Goosebumps 2: Haunted Halloween ofrece un puñado de obsequios para los espectadores muy jóvenes, pero en comparación con el original entretenido, esta secuela es un ding dong para deshacerse". En Metacritic, la película tiene una puntuación promedio ponderada de 53 de 100, basada en veinte críticos, que indican "reseñas mixtas o promedio".
Las audiencias encuestadas por CinemaScore le dieron a la película una calificación promedio de "B" en una escala de A+ a F, por debajo de la "A" obtenida por la primera película.